# フィリップ・シェラード (第5代ハーバラ伯爵)
第5代ハーバラ伯爵フィリップ・シェラード（英語: Philip Sherard, 5th Earl of Harborough、1767年10月10日 – 1807年12月10日）は、イギリスの貴族。1770年から1799年までシェラード卿の儀礼称号を使用した。

## 生涯
第4代ハーバラ伯爵ロバート・シェラードと2人目の妻ジェーン・リーヴ（Jane Reeve、1770年11月9日没、ウィリアム・リーヴの娘）の息子として、1767年10月10日にラトランドのテイで生まれた。1780年にハーロー校で教育を受けた後、1786年1月25日にケンブリッジ大学クレア・カレッジに入学した。
1795年9月にラトランド選挙区で庶民院議員に当選したものの、目立った議会活動はなく、1796年イギリス総選挙で出馬しなかった。1799年4月21日に父が死去すると、ハーバラ伯爵の爵位を継承したが、貴族院でも目立った活動はみられなかった。
1807年12月10日に死去、息子ロバートが爵位を継承した。

## 家族
1791年7月4日、エレノア・モンクトン（Eleanor Monckton、1772年1月7日 – 1809年10月9日、ジョン・モンクトンの娘）と結婚、1男6女を儲けた。
- ロバート（1797年 – 1859年） - 第6代ハーバラ伯爵
- ルーシー・エレノア（Lucy Eleanor、1848年6月8日没） - 1817年5月19日、ヘンリー・セシル・ラウザー（英語版）と結婚、子供あり
- アンナ・マリア（1848年11月22日没） - 1816年3月7日、ウィリアム・カッフ（William Cuffe）と結婚
- ソフィア（1795年11月16日 – 1851年9月23日） - 1818年4月9日、第6代準男爵サー・トマス・ウィッチコード（1829年没）と結婚。1840年4月23日、第8代カーベリー男爵ウィリアム・エヴァンス＝フリーク（1894年没）と再婚
- ジェーン（1856年12月18日没）
- シャーロット（1856年没）
- スーザン - 1821年7月11日、ジョン・リーヴ（John Reeve）と結婚、子供あり